# Гон (гора)
Гон або Верх над Майданом — гора, висотою 820 метри, розташована в Західних Бещадах в пасмі гір Високий Діл, на кордоні Польщі, Словаччини та України.
Гон знаходиться північніше селища Майдані, а далі на південний схід — місто Тісна.
Гора розташована південно-східніше гір Берест та Осина, а далі на північний захід знаходиться найвища гора пасма — Волосян.
Високий Діл історично був межею по якій проходив розділ етнографічних територій розселення українських груп лемків та бойків.
До 1946 року на цих територіях українці складали більшість населення, проте під час «Операції Вісла» їх було виселено до Польщі та СРСР.